# Chemillé-sur-Indrois
Chemillé-sur-Indrois é uma comuna francesa na região administrativa do Centro, no departamento Indre-et-Loire. Estende-se por uma área de 25,88 km². Em 2010 a comuna tinha 236 habitantes (densidade: 9,1 hab./km²).